# Stanisław Wykowski
Stanisław Wykowski (ur. 1700 w Łucku – zm. 18 kwietnia 1778 w Przemyślu) – biskup rzymskokatolicki, biskup pomocniczy przemyski w latach 1770–78, biskup tytularny Dioclea ordynowany w 1770 roku, proboszcz kapituły katedralnej przemyskiej w 1777 roku.
Święcenia kapłańskie przyjął 4 sierpnia 1726. W latach 1770–78 był biskupem pomocniczym diecezji przemyskiej.